# Droga krajowa 71
Die Droga krajowa 71 (kurz DK71, pol. für ,Nationalstraße 71‘ bzw. ,Landesstraße 71‘) ist eine Landesstraße in Polen. Sie führt von Stryków über Zgierz, Aleksandrów Łódzki, Konstantynów Łódzki, Pabianice bis Rzgów und durchquert dabei die Metropolregion Łódź. Weiterhin dient die Landesstraße als Umgehung von Łódź, da sie die Stadt außerhalb der Stadtgrenzen vom Norden her über den Westen bis zum Süden umgeht. Die Gesamtlänge beträgt circa 25 km.

## Geschichte
Nach der Neuordnung des polnischen Straßennetzes 1985 wurden dem Straßenverlauf neue Landesstraßen zugeordnet. Der Abschnitt von Stryków über Zgierz und Konstantynów Łódzki bis Pabianice wurde als Landesstraße 711 gekennzeichnet. Das Teilstück von Pabianice bis Rzgów war ein Teil der damaligen Landesstraße 714. Mit der Reform der Nummerierung vom 9. Mai 2001 wurden die beiden Abschnitte zur Landesstraße 71 zusammengesetzt.

## Wichtige Ortschaften entlang der Strecke
- Łódź
- Zgierz
- Aleksandrów Łódzki